# Ришаиро Живковић
Ришаиро Жулијано Живковић (хол. Richairo Juliano Zivkovic; Асен, 5. септембар 1996) je холандски фудбалер српског порекла. Игра на позицији нападача.

## Каријера

### Гронинген
Фудбал је почео да тренира са седам година у ФВВ Фоксхол, да би се 2007. године прикључио млађим категоријама Гронингена. Током 2012. године је потписао свој први професионални уговор у трајању од три године. У децембру 2012. је дебитовао за први тим против Хераклеса и тако је постао најмлађи дебитант у историји Гронингена. Дана 3. августа 2013. је постигао свој први гол у првенству Холандије против НЕЦ Најмегена, и тиме постаје најмлађи стрелац Гронингена. Брзо су почела поређења са Арјеном Робеном. Његов таленат је брзо примећен, па се новембра 2013. за њега распитивало 11 клубова, међу којима Реал Мадрид и Барселона.

### Ајакс
Живковић је 17. марта 2014. потписао трогодишњи уговор са Ајаксом. Дебитовао је за Ајакс 5. јуна 2014. на пријатељској утакмици против Вакер Инзбрука током припрема у Аустрији. Тада је постигао последњи гол у победи његовог тима 5:1. Свој деби у такмичарским утакмицама је имао за други тим Ајакса у другој лиги против Телстара. Постиже свој први гол на другој утакмици за Ајакс 2 из пенала против Фортуне Ситард, у победи од 2:0. Дана 28. октобра Живковић дебитује за први тим Ајакса у купу Холандије на гостовању против Урка. У 46 минуту је заменио Аркадјуша Милика и постигао је последњи гол свог тима у 89. минуту. Тако је постао 50 фудбалер Ајакса који је на свом дебитантском наступу постигао гол.
Дана 22. јуна 2015. године одлази на позајмицу у Виљем II, али се већ фебруара 2016. вратио у Ајакс. Сезону 2016/17. је почео у Ајаксу 2, постигавши три гола на две утакмице. Дана 16. августа послат је на позајмицу до краја сезоне у Утрехт. Живковић је 22. септембра у купу Холандије против Твентеа постигао два гола у победи његовог тима 3:1. Нарочито се истакао код другог гола, који је постигао тако што је претрчао противничког дефанзивца и демонстрирао своје врхунске атлетске способности.

### Каснија каријера
У јуну 2017. је потписао четворогодишњи уговор са белгијским Остендеом. За овај клуб је наступао до фебруара 2019. када је прешао у кинеског друголигаша Чангчуен Јатаи. У јануару 2020. је прослеђен на позајмицу у Шефилд јунајтед до краја 2019/20. сезоне. Забележио је пет наступа за Шефилд у Премијер лиги. Током јесени 2020. је поново био на позајмици, овога пута у кинеској екипи Гуангџоу РФ.
Дана 30. августа 2021. је потписао трогодишњи уговор са Црвеном звездом. Са Црвеном звездом је освојио дуплу круну у сезони 2021/22. Наступио је у овој сезони на 14 такмичарских утакмица и постигао је један гол, у Купу Србије против Инђије. У Суперлиги Србије је наступио девет пута, у Купу једном, док је у групној фази Лиге Европе излазио на терен четири пута. У јулу 2022. је договорио споразумни раскид уговора са клубом.

## Репрезентација
Поред Холандије, Живковић има право наступа за Србију и Курасао. У априлу 2013. године, после разговора са представницима ФС Србије одлучио је да наступа за Србију. Међутим, због притиска ФС Холандије и забране његовог клуба Гронингена није дошао на прозивку омладинске репрезентације Србије. 9. септембра дебитује за репрезентацију Холандије до 18 година, касније дебитује и за репрезентацију до 19 година. Живковић је новембра 2014. избачен из омладинске репрезентације због недисциплине, јер је константно каснио на тренинге и састанке екипе. У марту 2015. године је поново због истих разлога изостављен за утакмицу против Србије. Крајем јуна је одлучио да не учествује на Европском првенству до 19 година у Грчкој, како би се припремио за сезону са својим новим клубом Виљемом II. 4. септембра 2015. дебитује за репрезентацију до 20 година против Француске.

## Приватни живот
Ришаиро Живковић је рођен у Асену у Холандији. Његов отац је пореклом са острва Курасао, а мајка Мира из Србије, али носи мајчино презиме јер их је отац напустио када је био мали. Раније је често посећивао Пирот, одакле је родом његов деда. Поред холандског, течно говори српски језик. Навија за Партизан.

## Трофеји

### Црвена звезда
- Суперлига Србије (1): 2021/22.
- Куп Србије (1): 2021/22.